# Château de Hunebourg
Le château de Hunebourg est situé à l’ouest de Neuwiller-lès-Saverne dans le Bas-Rhin. Actuellement, le site du château se trouve sur un rocher gréseux à 425 mètres d'altitude. Il est accessible depuis la vallée de la Zinsel. Les comtes de Hunebourg, très probablement issus des comtes de Dabo-Metz, c'est-à-dire des Folmar de Bliesgau-Metz-Lunéville par les hommes et des Eguisheim-Dabo comtes du Nordgau par les femmes, sont cités au début du XIIe dans des documents qui signalent l'existence du château et des deux premiers comtes Theoderic et Folmar. Les sires de Hunebourg qui possèdent le château jusqu'en 1225, sont des avoués des abbayes de Neuwiller et de Honau.
Le château est entièrement rasé au début du XIXe siècle et transformé en parc d’agrément. Un nouveau château de style néoroman commence à être construit sur le site à partir de 1935 par l’autonomiste Fritz Spieser et devient un haut lieu de la collaboration avec le régime nazi pendant la Seconde Guerre mondiale. La fin de la guerre met toutefois fin au projet grandiose de Spieser et seule une partie des bâtiments projetés a été construite.
L'édifice fait l'objet d'une inscription au titre des monuments historiques depuis le 22 juin 2007.

## Histoire

### Avant leXXesiècle
La date de fondation du château n’est pas connue, mais il est probable qu’il existe déjà en 1125, date à laquelle est mentionné dans un document un certain comte Folmar de Huneburc, apparenté aux comtes de Metz. La première mention du château lui-même date de 1288, lorsque les Lichtenberg, branche cadette de la famille de Hunebourg, conclu un accord avec une autre famille pour la défense commune de la place. Alors que la famille de Hunebourg est proche de l’extinction à la fin du XIVe siècle, Henri de Fleckenstein en achète en 1362 la moitié, tandis que les Lichtenberg accordent en fief l’autre moitié à son beau-fils, Henri de Meckingen. Toutefois, dès le début du XVe siècle, le château est encore davantage divisé, les familles de Weitenmühlen, Schoub et Krantz de Geispolsheim étant également devenues copropriétaires. Il est ensuite progressivement abandonné dans la seconde moitié de ce siècle.
Vendu à la Révolution, les ruines du château sont finalement acquises en 1809 par le général Clarke, qui transforme le domaine en parc.

### Projet de reconstruction de Friedrich Spieser
En 1932, Fritz Spieser, un militant autonomiste alsacien, acquiert les ruines du château avec le projet de le reconstruire pour en faire, d’une part, sa demeure familiale et, d’autre part, un gîte d’étape. La réalisation des plans est confiée à Karl Erich Loebell, architecte de l'École de Stuttgart (de) et élève de Paul Schmitthenner, qui conçoit l’ensemble en style néo-roman. Les travaux commencent en 1934 et sont réalisés par l’entrepreneur Victor Bottlaender. Pendant cette période sont construits la Friedensturm, donjon néoroman commémorant les soldats alsaciens-mosellans de la Première Guerre mondiale, la maison de Spieser, le gîte d’étape et la maison des domestiques. Le travail est toutefois interrompu en 1939, lorsque Spieser doit fuir en Allemagne avec sa famille pour échapper aux autorités françaises, qui ont entrepris le démantèlement des groupes autonomistes et commencent à en exécuter les membres. Après la victoire allemande en 1940, Spieser revient au Hunebourg et élabore avec Loebell de nouveaux plans pour un projet encore plus ambitieux que le précédent. Toutefois, les difficultés liées à la guerre, notamment le manque de main d’œuvre et de matériaux de construction, empêchent la construction des nouveaux bâtiments.
Le château abritait des réunions d’associations alsaciennes autonomistes (Erwinsbund, Jungmannschaft) et Spieser y organisait des manifestations de danse folklorique et de chant populaire. Aussi la presse francophile d'Alsace attaqua-t-elle le château reconstruit comme « un bastion de l'esprit allemand ».

### Après la Seconde Guerre mondiale
Le bien est sous séquestre en 1944. Le service des domaines, chargé du séquestre, décida de le donner en location à la Société Mutualiste de l'Enregistrement à Paris. Celle-ci s'en rendit acquéreur lors d'une vente publique du 19 mai 1949. Le château resta, un peu agrandi et rénové, longtemps une structure mutualiste destinée aux agents du ministère des Finances.
Lieu d’accueil touristique, le château est redevenu une propriété privée, après avoir été un hôtel géré par la société Vacanciel.

## Architecture

### Château médiéval
Le château médiéval était constitué de deux parties : le « vieux château », édifié sur le petit rocher où se trouve aujourd’hui le donjon néoroman, et le « nouveau château », bâti à une date ultérieure sur le grand rocher. Il ne subsiste presque aucune trace des deux châteaux en élévation.
L’accès au vieux château ne se faisait pas du côté du pont actuel, ce côté étant occupé par un mur-bouclier massif dans lequel était intégré le donjon, qui présentait également un éperon en direction du nouveau château. Il était accessible par un étroit escalier taillé à même le rocher se trouvant à l’opposé du pont..

### Château de Spieser

#### Bâtiments résidentiels

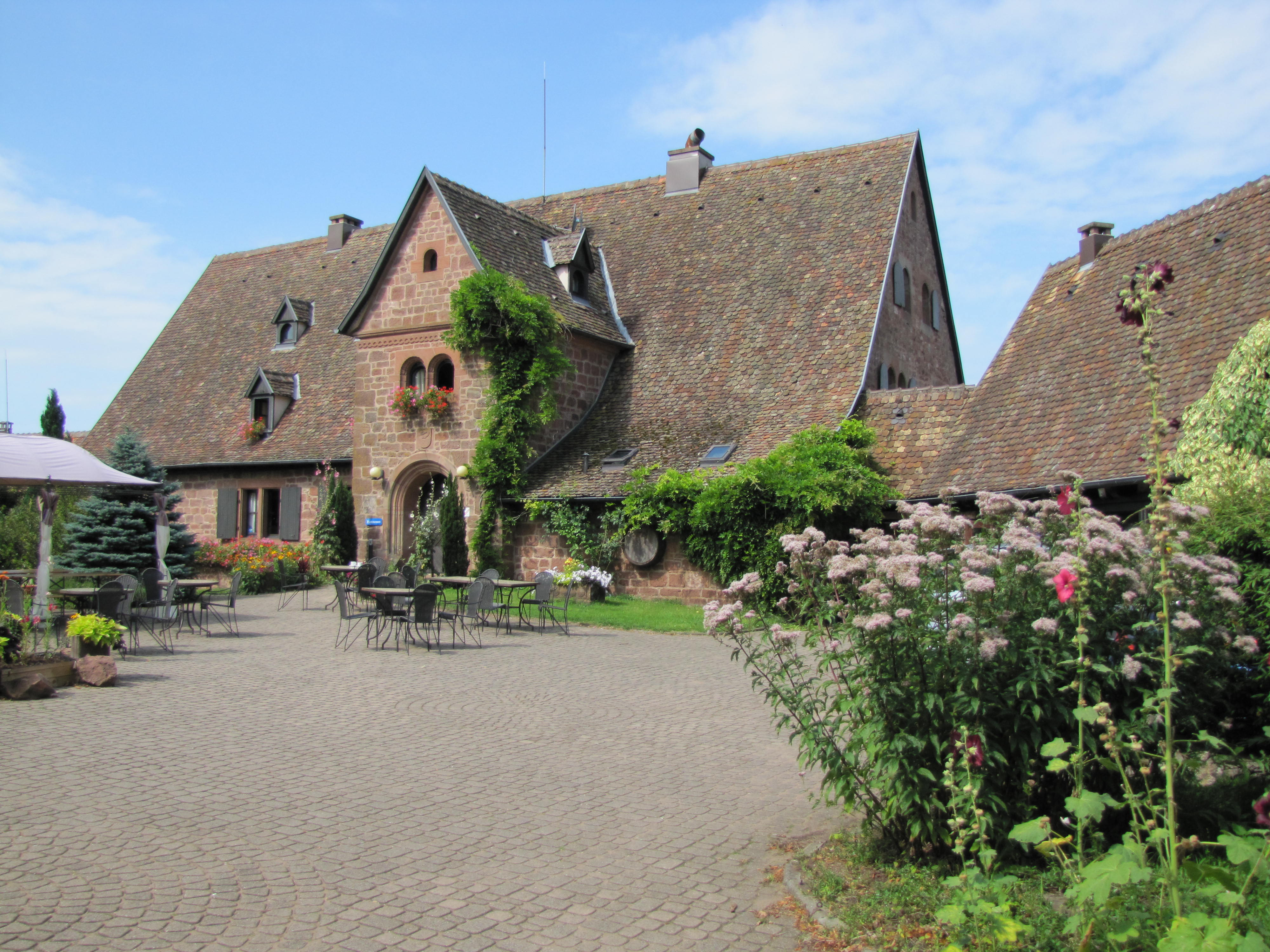
Le gîte d’étape construit entre 1935 et 1937.

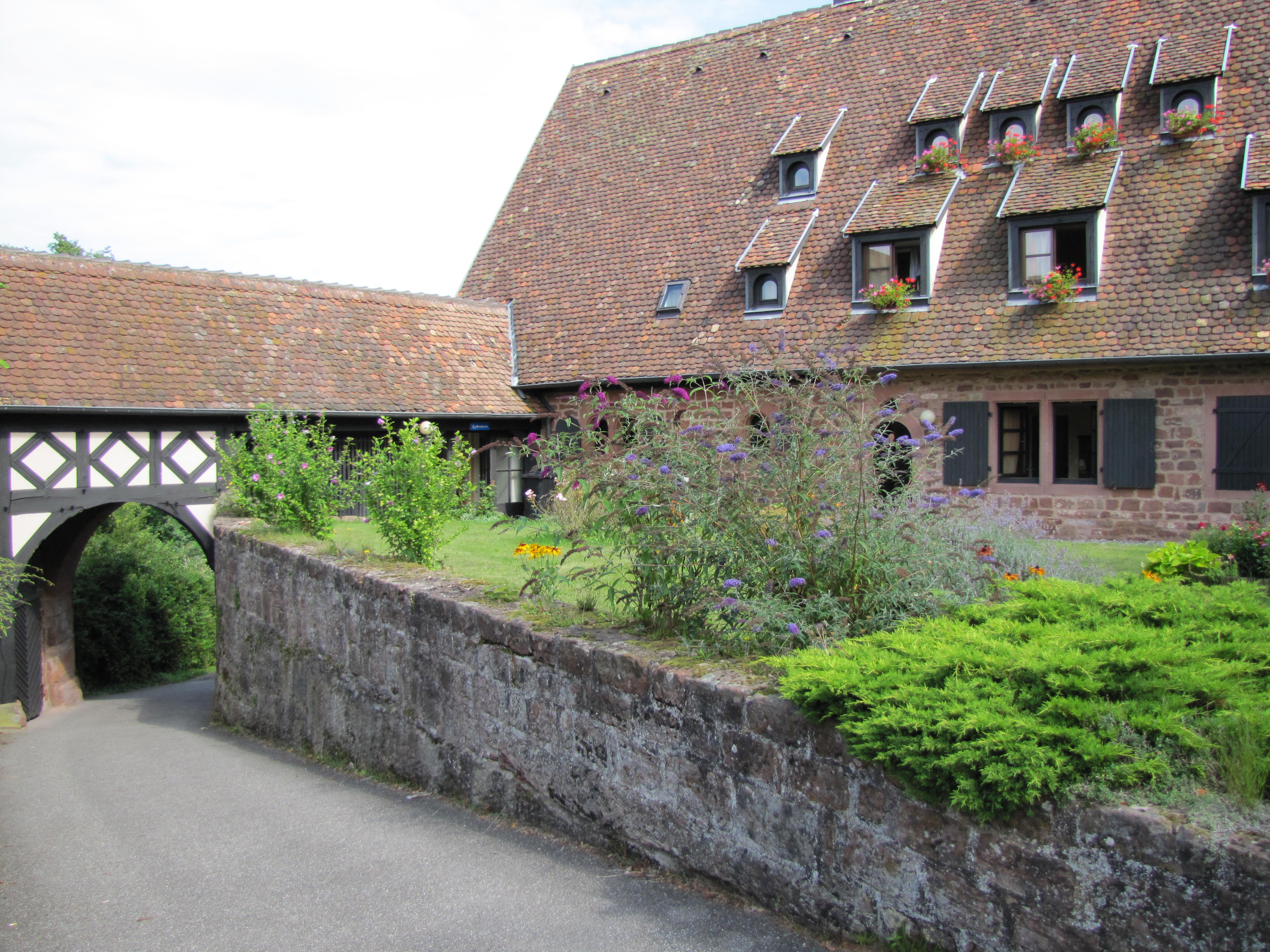
Portail d’entrée et maison des domestiques, à l’extrémité occidentale de la Gästehaus.

Le premier des nouveaux bâtiments à être construit sur le site est la maison de Spieser en juin 1935. Entre 1935 et 1937 sont également ajoutés le gîte d’étape, la maison des domestiques et un petit bâtiment pour les invités.

#### Friedensturm
Le Friedensturm, signifiant « tour de la paix », est un massif donjon néoroman construit entre 1937 et 1938 à l’emplacement du vieux château. La tour a un rôle commémoratif et idéologique : en célébrant la mémoire des soldats alsaciens-mosellans tombés pendant la Première Guerre mondiale, Spieser souligne qu’ils se sont battus pour l’Allemagne.

#### Gästehaus

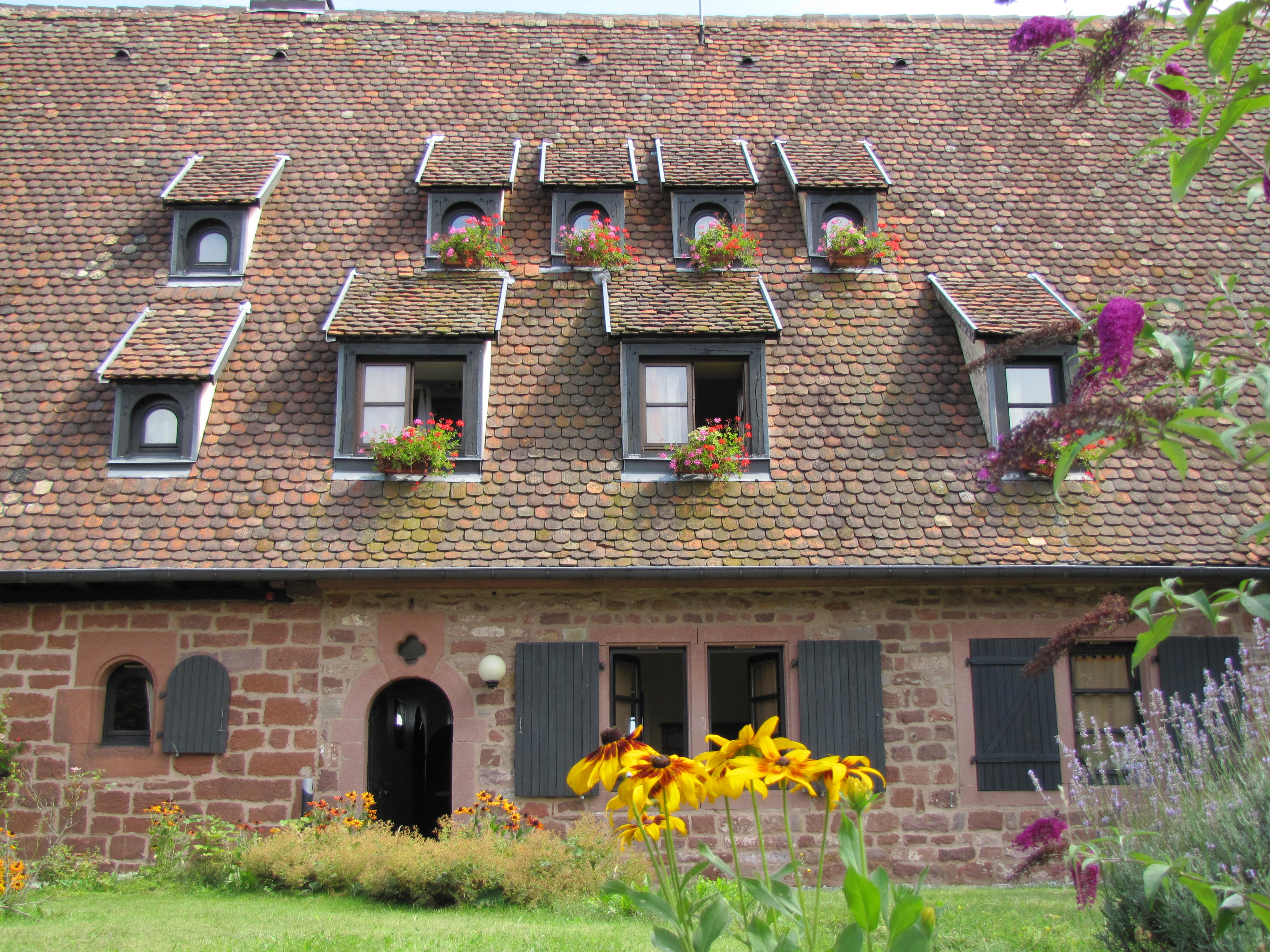
Façade sud de la Gästehaus donnant sur la cour.

La Gästehaus est implantée le long de la bordure nord du rocher et devait servir à héberger les hôtes et les clients de Spieser. Sa construction débute en 1939, mais est rapidement interrompue par la guerre. Repris à la fin de l’année 1940, le gros œuvre d’une partie du bâtiment peut être achevé en 1942, mais la construction du reste et l’aménagement intérieur ne sont pas réalisés en raison du tournant pris par la guerre.
La Gästehaus telle que projetée prend la forme d’un grand corps de bâtiment de 34 m de long sur trois niveaux, prolongeant la maison des domestiques à l’ouest et doté d’une petite aile en retour d’équerre, non construite, à l’est. Le rez-de-chaussée devait abriter les communs et quatre petites chambres ; au premier étage se trouvait la suite de luxe et trois autres petites chambres, tandis qu’au deuxième étage était prévu un dortoir. La façade nord est abondamment ouverte sur l’extérieur par de nombreuses baies géminées et lucarnes dans la toiture.

#### SaalbauetGartenhaus
Lieu symbolique, à l’image du donjon, le Saalbau était un bâtiment destiné à servir à la fois de chapelle, de salle de musique et de lieu de cérémonie. Son emplacement prévu était l’extrémité orientale du rocher, avec une galerie à arcature le reliant à la Gästehaus. Le bâtiment aurait été composé d’une nef de trois travées voûtées d’arêtes, prolongée par une abside en cul-de-four. La travée centrale devait s’ouvrir au nord sur une grande tribune d’orgue, tandis que les choristes devaient prendre place derrière une arcature néoromane percée dans le mur occidental. Au-dessus de cette arcature était prévue une rose néogothique en forme de roue solaire.
L’élévation rocheuse située à la pointe orientale du site aurait dû servir de soubassement à un petit édicule carré, dit Gartenhaus, permettant de contempler le paysage par de larges baies géminées dotées de banquettes en pierre. L’accès se faisait depuis le Saalbau par un petit escalier.

#### Ferme etWagenhaus
À la fois en raison de son adhésion aux idées du mouvement Wandervogel, faisant l’éloge de la vie paysanne et des produits naturels, et par nécessité pratique, le château étant situé dans un lieu isolé, Spieser intègre dans son projet une ferme idéale. Celle-ci aurait dû se trouver sur la plateforme rocheuse située en face du portail, mais, du fait de la guerre puis de l’abandon du projet, elle ne sera finalement pas réalisée. Faisant écho au reste du château, la ferme aurait été un pastiche des fermes de la région, mêlant le grès rose et les constructions en pan de bois. Bien qu’une attention particulière ait été portée à l’esthétique, du fait de la grande visibilité de ce bâtiment située à la porte même du château, l’aspect fonctionnel a également été conçu avec soin.
L’ensemble projeté est constitué de deux bâtiments bordant une cour ouvrant en direction du château à l’est. Le premier bâtiment, qui comporte un rez-de-chaussée et un étage sous combles, est en équerre et occupe les bords sud et ouest du rocher. La partie sud sert de bâtiment d’habitation : le rez-de-chaussée est occupé à l’est par la cuisine et à l’ouest par la stube, tandis que les chambres se trouvent à l’étage. La partie s’étendant vers l’ouest est à fonction d’exploitation et abrite l’étable, la réserve de bois et les outils au rez-de-chaussée, ainsi que le stock de fourrage à l’étage. Le soin apporté a la fonctionnalité de l’ensemble, ainsi que les considérations hygiénistes se remarquent ici par le dispositif prévu pour évacuer le fumier, qui permet de rejeter celui-ci au bas du rocher du côté ouest par une trappe prévue dans le mur de l’étable. Le second bâtiment prolonge l’étable en oblique et sert à stocker au rez-de-chaussée le char à foin, tandis que l’étage permet également de stocker du fourrage. En face de ce bâtiment, de l’autre côté de la cour et sur une éminence rocheuse se trouve le poulailler.
Un peu en contrebas de la ferme devait également être construit en bordure du chemin d’accès un petit bâtiment, dit Wagenhaus, ayant pour but de servir de garage pour la voiture de Spieser. Cette structure de plan rectangulaire aurait été implantée sur un mur d’enceinte extérieur et aurait eu des caractéristiques similaires aux autres bâtiments du château : utilisation du grès, haut toit à deux pans et petites fenêtres géminées en plein cintre.